# Håsjö pastorat
Håsjö pastorat var  ett pastorat i Södra Jämtland-Härjedalens kontrakt i Härnösands stift i Bräcke och Ragunda kommuner. Pastoratet uppgick 1 januari 2022 i Sydöstra Jämtlands pastorat.
Pastoratet bildades 2010 genom sammanslagning av Hällesjö-Håsjå pastorat och Stuguns pastorat.
Ingående församlingar:
- Stuguns församling
- Borgvattnets församling
- Hällesjö-Håsjö församling

Pastoratskod var 101411 (färe 2018 101105).